# 胡蛮
胡蛮（1904年6月—1986年），原名王均初，笔名王毓奇、王洪、王弘、王凡、旺红、苦力、罗思、胡蛮、祜曼、华普、华采、互满、互曼等，男，河南扶沟人，中国美术史学家、美术评论家，中国美术家协会理事，中国民间文艺研究会理事。